# Paul Stommel
Paul Stommel (* 6. Februar 2002 in Köln) ist ein deutscher Volleyballspieler.

## Karriere
Stommel begann seine Karriere beim VC Menden-Much. Bis 2019 trat er für die Rhein-Sieg Volleys an. In der Saison 2019/20 spielte der Zuspieler mit dem TuS Mondorf in der Zweiten Liga Süd. Danach ging er in die USA, wo er zunächst ein Jahr am Limestone College studierte. Von 2022 bis 2025 studierte er an der University of Charleston und spielte für die Universitätsmannschaft Eagles. 2025 wurde Stommel vom Bundesligisten Volley Goats Mitteldeutschland verpflichtet.